# Ліцей імені Павла Чубинського
Ліце́й і́мені Павла́ Чуби́нського – спеціалізована школа І—ІІІ ступенів Бориспільської міської ради Київської області.

## Історія
Бориспільський ліцей «Дизайн-освіта» було створено 6 січня 1998 р. рішенням № 3 виконавчого комітету Бориспільської міської ради. До цього був філіялом технічного ліцею Національного технічного університету «Київський політехнічний інститут».
Форма власності — комунальна.
20 липня 2000 року Постановою Кабінету Міністрів України № 1144 ліцею було присвоєно ім'я Павла Чубинського. Це стало визначним днем не тільки в історії навчального закладу, а й в пам'яті його вчителів та учнів, які з гордістю пишаються цим.
24 липня 2012 р. Рішенням Бориспільської міської ради № 2234-27-VI ліцей було перейменовано в Бориспільський НВК «Ліцей „Дизайн-освіта“ імені Павла Чубинського — спеціалізована школа І-ІІІ ступенів». У 2022 році ліцей перейменовано на "Ліцей імені Павла Чубинського".

## Структура
- 1—7 класи — загальноосвітні класи з поглибленим вивченням окремих предметів.
- 8—9 класи — допрофільне навчання з поглибленим вивченням окремих предметів.
- 10—11 класи — профільне навчання.

Профілі навчання:
- фізико-математичний,
- хіміко-математичний,
- історико-філологічний,
- економічний.

Профілізація реалізується за рахунок збільшення кількості годин на вивчення профільних дисциплін та введення у навчальний план спецкурсів: країнознавство (англ. мова), лексикологія (англ. мова), ділова українська мова, художня культура, економіка в задачах математики. Індивідуалізація навчання здійснюється шляхом створення різнопрофільних груп та поділу класів на групи при вивченні профільних предметів: української мови, англійської мови, математики, інформатики, географії, основ економіки, фізики, хімії.
У ліцеї працюють 38 викладачів, з яких:
- заслужених учителів України — 1;
- учителів методистів — 14;
- старших учителів — 7;
- відмінників освіти — 2;
- призерів обласного етапу конкурсу «Учитель року» — 8;
- переможці міського етапу конкурсу «Класний керівник року» — 2, всеукраїнського — 1;
- переможців міського етапу конкурсу «Бібліотека року» — 1;
- переможців міського етапу конкурсу «Панорама творчих уроків» — 1, учасників — 1;
- переможців програми «Партнери в освіті» (для керівників шкіл України за підтримки Бюро у справах освіти та культури Держдепартаменту США) — 1;
- переможців всеукраїнського радіодиктанту — 1;
- переможців всеукраїнського літературного конкурсу «Поетична зима-2006» — 1.

## Відзнаки ліцею
- 2008 р. — ліцей атестовано з відзнакою за рівнем освітньої діяльності «високий»;
- 2008 р. — ліцей визнано переможцем конкурсу «Лідер якості – 2009»;
- 2010 р. — бронзова медаль, диплом і звання «Лауреат конкурсу» у ІІ Всеукраїнській виставці науково-методичної продукції «Інноватика в освіті України»;
- 2011 р. — переможець загальнонаціональної громадської акції «Флагман освіти і науки України-2011». Заклад одержав диплом, книгу та кришталеву сову;
- 2011 р. — срібна медаль та диплом у Другій міжнародній виставці «Сучасні навчальні заклади — 2011»;

Головною перевагою ліцею є високоякісна підготовка учнів та гарантія 100 % вступу до ВНЗ.

## Співпраця з ВНЗ
- Національний технічний університет України «Київський політехнічний інститут»;
- Переяслав-Хмельницький державний педагогічний університет імені Григорія Сковороди;
- Національний педагогічний університет імені М. П. Драгоманова;
- Інститут філології КНУ імені Тараса Шевченка;
- Київський національний торговельно-економічний університет;
- Київський національний університет культури і мистецтв